# Durijan
Durijan predstavlja ime za nekoliko vrsta drveća koje pripadaju rodu Durio. Ime durijan izvedeno je od malajske reči za duri ili šiljak, što upućuje na brojne šiljaste izbočine ploda. Postoji oko 30 priznatih vrsta durijana, od kojih najmanje devet proizvodi jestive plodove, ali i više od 300 imenovanih sorti na Tajlandu i 100 u Maleziji. Durio zibethinus je jedina vrsta dostupna na međunarodnom tržištu — sve druge vrste se prodaju samo u lokalnim regijama. Postoje stotine kultivara durijana, a mnogi potrošači izražavaju sklonosti za specifične sorte koje donose visoke cene na tržištu.
Smatran od strane mnogih ljudi u jugoistočnoj Aziji za zloglasnog „kralja plodova”, durijan je prepoznatljiv po svojoj znatnoj veličini, snažnom mirisu i ogromnoj ljusci pokrivenoj trnjem. Voćka može porasti i do 30 centimetara i 15 centimetara u prečniku, a obično teži od jednog do tri kilograma. Njen oblik varira od duguljastog do okruglog, a boja ljušture od zelene do smeđe, dok je meso bledožuto do crveno, u zavisnosti od vrste.
Neki ljudi smatraju da durijan ima prijatnoslatki miris, dok drugi smatraju da aromu prevladava neugodan miris. Miris izaziva reakcije od dubokog uvažavanja do snažnog gnušanja, a opisan je različito — kao truli luk, terpentin ili sirova otpadna voda. Oporost njegovog mirisa, koja može trajati nekoliko dana, dovela je do izbacivanja voća iz određenih hotela i javnog prevoza u jugoistočnoj Aziji.

## Taksonomija
ima 30 priznatih vrsta, od kojih Durio sensu stricto sadrži 24 vrsta. Za ostalih šest vrsta koje pripadaju Durio sensu lato se smatra da formiraju svoj rod, Boschia. Durio s. s. i Boschia imaju različite vegetativne osobine i mnoge celovite cvetne karakteristike.
Tokom vekova, u jugoistočnoj Aziji pojavile su se brojne sorte durijana. Potrošači durijana izražavaju sklonost ka specifičnim sortama, koje donose veće cene na tržištu.

## Opis
Stablo durijana je veoma visoko i raste 25—50 metara u visinu, zavisno od vrste. Listovi su zimzeleni, eliptični do duguljasti i dugi 10—18 centimetara. Cvetovi su podeljeni u tri do trideset skupova zajedno na velikim granama, s tim da svaki cvet ima čašicu i pet (retko četiri ili šest) latica. Durijan cveta i plodonosi jednom ili dvaput godišnje, a period cvetanja varira zavisno od vrste, kultivara i lokaliteta. Tipično drvo durijana može doneti plod nakon četiri ili pet godina.

## Kultivacija i dostupnost
Iako durijan nije poreklom sa Tajlanda, ova zemlja je trenutno jedna od najvećih izvoznika durijana, pa je Tajland 1999. godine izvozio čak 781.000 tona od ukupno 1.400.000 tona izvoza, od kojih je 111.000 tona izvezeno u Tajvan, Hong Kong, Maleziju, Singapur i Kanadu.
Durijan je sezonski plod i, za razliku od nekih drugih nesezonskih tropskih plodova poput papaje, koji su dostupni tokom cele godine, durijan je ograničen na jedan period u godini. Na Maleziji i u Singapuru sezona durijana je obično od juna do avgusta.
Cene durijana su relativno visoke u poređenju s drugim plodovima. Na primer, u Singapuru, snažna potražnja za kvalitetnim sortama rezultirala je tipičnim maloprodajnim cenama od 8 do 15 dolara po kilogramu celog voća, pa bi tako durijan sa prosečnom težinom od oko 1,5 kilograma koštao oko 12 do 22 dolara. Jestivi deo ploda, poznat kao aril, koji se obično naziva „meso” ili „pulpa”, čini samo oko 15—30% mase celog voća.

## Ukus i miris
Durijani različitih vrsta mogu imati značajno različite arome. Na primer, crveni durijan (D. dulcis) ima ukus karamele sa mirisom terpentina, dok durijan s crvenim mesom (D. graveolens) emituje miris prženih badema. Među sortama D. zibethinus, tajlandske sorte su slađe i imaju manje izražen miris od malajskih.
Stepen zrelosti utiče i na ukus. Životinje mogu ovaj jak miris da otkriju i na razdaljinama od gotovo 1.000 metara, pa ih tako durijan mami. Osim toga, voće je izuzetno ukusno za razne životinje, uključujući veverice, mišje jelene, svinje, orangutane, slonove, pa čak i tigrove.

## Zrelost i selekcija
Prema Larusovoj Gastronomiji, plodovi durijana su spremni za jelo kada im ljuska počne pucati. Ipak, idealna faza zrelosti varira od regije do regije u jugoistočnoj Aziji i po vrstama. Neke vrste rastu toliko visoku da se mogu sakupljati samo kad padnu na zemlju, dok plodovi većine sorti D. zibethinus skoro uvek budu isečeni sa drveta i zriju u transportu ili u trgovinskim radnjama.

## Upotreba
Plodovi durijana se koriste za pravljenje širokog asortimana slatkih prehrambenih proizvoda, kao što su tradicionalni malajski bomboni, led kacang, dodol, lempuk, ružičasti keksi, sladoled, milkšejk, munkejk, jula i kapućino. Es durijan (sladoled od durijana) popularni je dezert u Indoneziji koji se prodaje na ulicama u indonežanskim gradovima, posebno na Javi.
Na Tajlandu, durijan se često jede svež sa slatkim lepljivim pirinčem, a blokovi durijske paste se prodaju na tržištima, iako je većina paste prevarena bundevom. Nezreo durijan se može kuvati kao povrće, osim na Filipinima, gde se isključivo koristi kao slatka, a ne slana namirnica. Semenke durijana, veličine kestena, mogu se jesti kuvane, pečene ili pržene u kokosovom ulju.
Uobičajeno lokalno verovanje je da je durijan štetan kada se pojede sa kafom ili alkoholnim napicima.

## Spoljašnje veze
- Germplasm Resources Information Network: Durio